# Presa canario
För andra betydelser, se Dogg.
Presa canario (Dogo canario) är en hundras från den spanska regionen Kanarieöarna utanför Afrikas nordvästra kust. Den är en molosserhund.

## Historia
Presa canario härstammar från de hundar som conquistadorer förde med sig mot Sydamerika samt de spanska invandrarnas hundar. Kanariska molosserhundar är omskrivna sedan 1600-talet bl.a. som bardino majorero (det finns även idag en helt annan hundras med namnet majorero). Hundarna användes som boskapshundar och vakthundar. På 1800-talet blev hundhetsningar populära och hundarna korsades med bulldoggar och Bull and Terrier som invandrade britter förde med sig. Efter att hundkamper förbjöds i Spanien 1940 minskade antalet hundar drastiskt. Ett räddningsarbete inleddes på 1970-talet. 1982 bildades rasklubben och året därpå erkändes rasen av den spanska kennelklubben Real Sociedad Canina en España (RSCE)
Till 2001 var Perro de presa Canario namnet på denna ras, men efter godkännandet av Fédération Cynologique Internationale (FCI) ändrades namnet till dogo canario för att senare ändras till presa canario. Perro de presa betyder kamphund.

## Egenskaper
Rasen skall vara lugn med mycket mod. Den är trogen mot sin ägare men misstänksam mot främlingar.

## Utseende
Den ska vara massiv men snabb och välbalanserad. Hanhundens mankhöjd är mellan 60 och 65 cm, och tikarna 56–61 cm. Lägsta tillåtna vikt enligt standard för tikar är 40 kg och för hanar 50 kg.